# هربرت نيومان (لاعب كريكت)
هربرت نيومان (20 أبريل 1873 - )  (بالإنجليزية: Herbert Newman)‏ هو لاعب كريكت بريطاني.